# ORPHE TRACK
ORPHE TRACK（オルフェ トラック）は日本のスタートアップ企業 株式会社ORPHE（オルフェ）が開発するスマートシューズとその対応アプリケーション。
専用シューズにスマートフォンと無線接続するセンサーモジュールを内蔵し、ランニングフォームを分析する。CES2018で発表され、2019年7月に発売が開始された。
元陸上競技選手の為末大がCSO（Chief Sprint Officer）として開発に協力している。